# Vișani
Vișani – wieś w Rumunii, w okręgu Braiła, w gminie Vișani. W 2011 roku liczyła 1834 mieszkańców.